# Équipe cycliste MNCF
L'équipe cycliste MNCF (Malaysian National Cycling Federation) est une équipe cycliste malaisienne participant aux circuits continentaux de cyclisme et en particulier l'UCI Asia Tour.

## Classements UCI
L'équipe participe aux circuits continentaux et principalement à des épreuves de l'UCI Asia Tour. Les tableaux ci-dessous présentent les classements de l'équipe sur les différents circuits, ainsi que son meilleur coureur au classement individuel.
UCI Asia Tour
| Saison | Classement par équipes | Meilleur coureur au classement individuel |
| ------ | ---------------------- | ----------------------------------------- |
| 2009   | 25e                    | Mohd Nor Rizuan Zainal (106e)             |

## MNCF en 2009

### Effectif
| Cycliste                | Date de naissance | Nationalité | Équipe 2008                  |
| ----------------------- | ----------------- | ----------- | ---------------------------- |
| Faris Abdul Razak       | 29.02.1988        | Malaisie    | Néo-pro                      |
| Mohd Fauzan Ahmad Lutfi | 09.04.1986        | Malaisie    | Ex-pro (Proton T-Bikes 2005) |
| Akmal Amrun             | 31.12.1987        | Malaisie    |                              |
| Mohd Firdaus Bin Daud   | 23.02.1988        | Malaisie    |                              |
| Mohamed Fadhli Fauzi    | 03.11.1989        | Malaisie    |                              |
| Suhardi Hassan          | 07.04.1982        | Malaisie    | Ex-pro (Proton T-Bikes 2005) |
| Sarham Mlswan           | 23.02.1988        | Malaisie    | Néo-pro                      |
| Mohd Zamani Mustaruddin | 05.05.1989        | Malaisie    |                              |
| Anwar Azis Muhd Shaiful | 19.07.1986        | Malaisie    |                              |
| Amir Mustafa Rusli      | 05.02.1987        | Malaisie    |                              |
| Mohd Harrif Saleh       | 15.09.1988        | Malaisie    |                              |
| Mohd Zamri Saleh        | 10.12.1983        | Malaisie    | Néo-pro                      |
| Thum Weng Kin           | 25.11.1985        | Malaisie    |                              |
| Mohd Nor Rizuan Zainal  | 20.06.1986        | Malaisie    | LeTua                        |

### Victoires
| Date       | Course                       | Pays      | Classe | Vainqueur              |
| ---------- | ---------------------------- | --------- | ------ | ---------------------- |
| 01/12/2009 | 9e étape du Tour d'Indonésie | Indonésie | 2.2    | Mohd Nor Rizuan Zainal |

## MNCF en 2008

### Effectif
| Cycliste                 | Date de naissance | Nationalité | Équipe 2007                  |
| ------------------------ | ----------------- | ----------- | ---------------------------- |
| Akmal Amrun              | 31.12.1987        | Malaisie    | Néo-pro                      |
| Mohd Syamil Baharum      | 13.03.1989        | Malaisie    | Néo-pro                      |
| Harnizam Basri           | 09.09.1986        | Malaisie    | Néo-pro                      |
| Muhamed Firdaus Bin Daud | 23.02.1988        | Malaisie    | Néo-pro                      |
| Mohamed Fadhli Fauzi     | 03.11.1989        | Malaisie    | Néo-pro                      |
| Mohd Shahrul Mat Amin    | 09.06.1989        | Malaisie    | Néo-pro                      |
| Anwar Azis Muhd Shaiful  | 19.07.1986        | Malaisie    | Néo-pro                      |
| Mohd Zamani Mustaruddin  | 05.05.1989        | Malaisie    | Néo-pro                      |
| Mohd Jasmin Ruslan       | 23.10.1982        | Malaisie    | Ex-Pro (Proton T-Bikes 2005) |
| Amir Mustafa Rusli       | 05.02.1987        | Malaisie    | Néo-pro                      |
| Mohd Harrif Saleh        | 15.09.1988        | Malaisie    | Néo-pro                      |
| Thum Weng Kin            | 25.11.1985        | Malaisie    | Néo-pro                      |

### Victoires
| Date       | Course                                          | Pays      | Classe | Vainqueur         |
| ---------- | ----------------------------------------------- | --------- | ------ | ----------------- |
| 24/10/2008 | 6e étape du Tour de Hong Kong Shanghai          | Hong Kong | 2.2    | Akmal Amrun       |
| 15/12/2008 | 2e étape du Tour de la mer de Chine méridionale | Hong Kong | 2.2    | Mohd Harrif Saleh |